# Junkers Ju 89
Le Junkers Ju 89 était un prototype de bombardier lourd quadrimoteur réalisé en Allemagne dans l’entre-deux-guerres. Il ne déboucha pas sur une production en série.